# Zarzyca

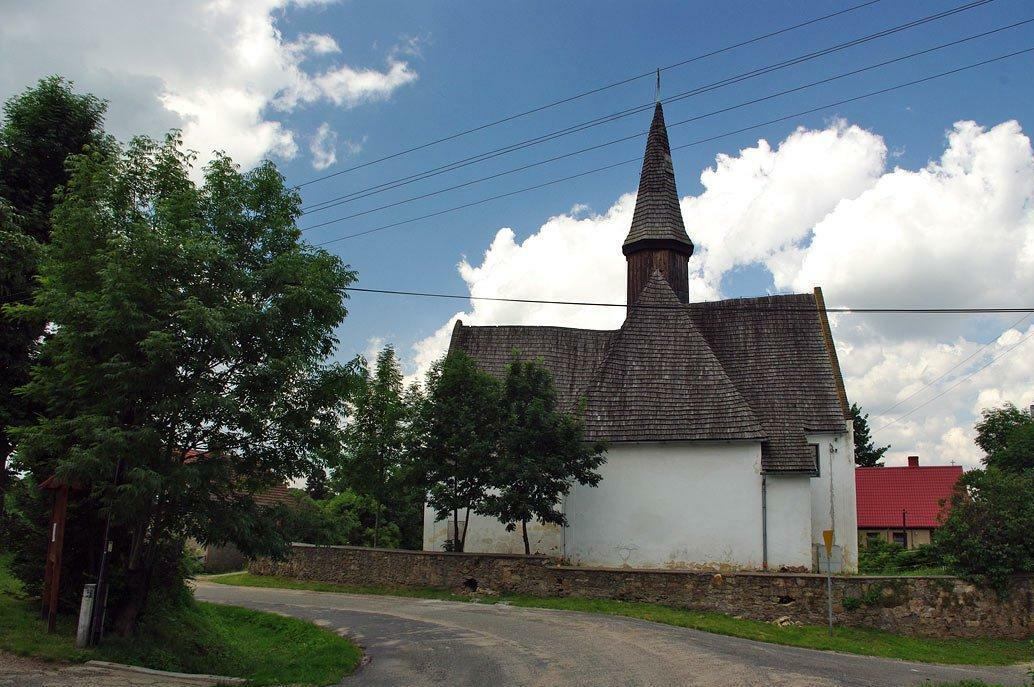
St.-Andreas-Bobola-Kirche

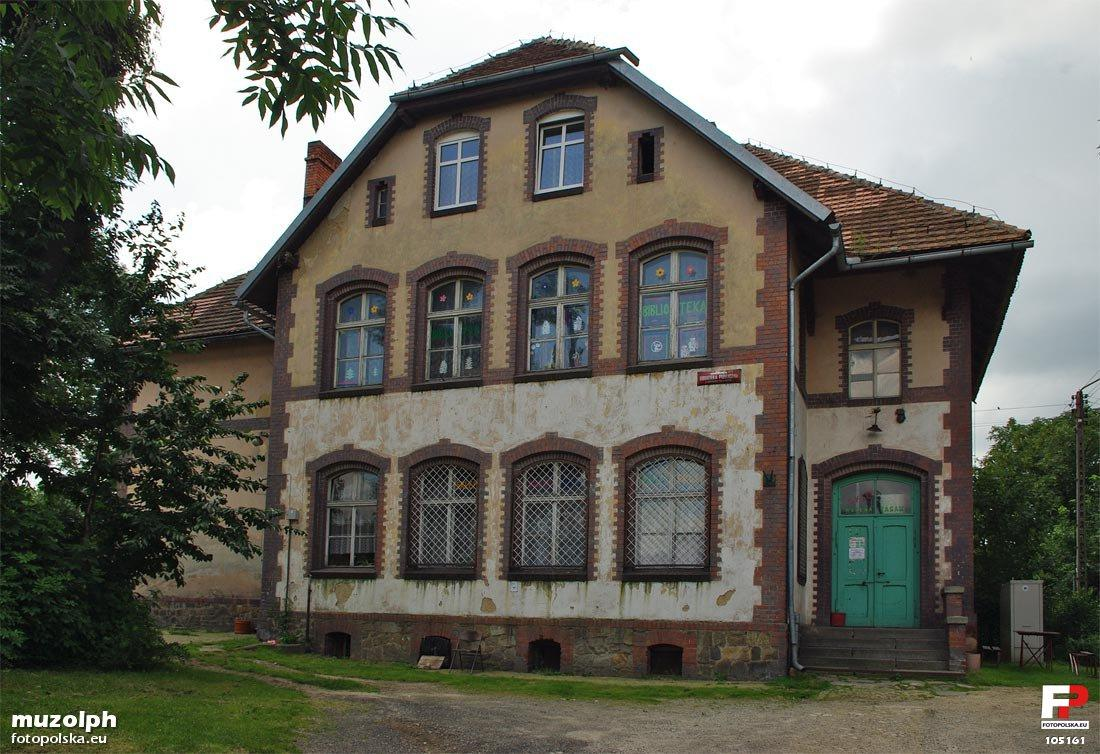
Ehemaliges Schulgebäude

Zarzyca (deutsch: Reichau) ist ein Dorf in der Landgemeinde Kondratowice (Kurtwitz) im Powiat Strzeliński der Woiwodschaft Niederschlesien in Polen.

## Lage
Der Ort liegt ca. sieben Kilometer südlich von Kondratowice (Kurtwitz), 12 Kilometer südwestlich von Strzelin (Strehlen) und 46 Kilometer südlich von Breslau.
Nachbarorte sind Dobrzenice (Siegroth) und Jakubów (Jakobsdorf) im Südwesten, Czerwieniec (Roth Neudorf) im Norden.

## Geschichte
Die Ersterwähnung erfolgte 1350 in einem Notariatsdokument die eine Kirche in „Rychaw“ nennt. 1372 erscheint der Ort in einer Urkunde als „Reichow“. Territorial gehörte Reichau zum piastischen Herzogtum Brieg, das seit 1329 ein Lehen der Krone Böhmen war. 1585 war der Besitzer George von Mutschelnitz auf Reichau, Rat Herzog Friedrichs IV. von Liegnitz. Nach dem Tod des Herzogs Georg Wilhelm I. von Liegnitz 1675 fiel Reichau mit dem Herzogtum Brieg als erledigtes Lehen durch Heimfall an die Krone Böhmen. Ende des 17. bis Anfang des 18. Jahrhunderts besaß das Gut Karl Sigmund von Mutschelnitz auf Oberjohnsdorf und 1705 Jaroslaus von Paczinsky auf Reichau. In der ersten Hälfte des 18. Jahrhunderts gehörten Ober- und Nieder-Reichau Gottfried Benjamin von Langenau auf Kurschwitz, Miskowitz und Reichau. 1743 war die Grundherrin von Ober- und Nieder-Reichau Anna Sophia von Langenau, geb. von Paczensky und Tenzin.
Mit der Eroberung Schlesiens durch Preußen wurde Reichau 1742 Teil des neu gegründeten Kreises Nimptsch innerhalb der preußischen Provinz Schlesien. Es unterstand der Kriegs- und Domänenkammer Breslau, bis es im Zuge der Stein-Hardenbergischen Reformen 1815 dem Regierungsbezirk Reichenbach der Provinz Schlesien zugeordnet wurde. 1783 lebten in Reichau 286 Einwohner, von denen ein Teil Garnhandel betrieb. Das Dorf bestand damals aus zwei Anteilen, die beide dem Ernst Siegmund von Burgsdorf (1753–1824) gehörten.
1. Das Oberdorf, mit einer evangelischen Kirche, einem Vorwerk, einem Pfarr- und Schulhaus, einer Windmühle, 13 Gärtnern und zwei Häuslern.
2. Das Niederdorf, mit einem Vorwerk, einer Wassermühle und neun Gärtnerhäusern.

1845 bestand Reichau aus 38 Häusern, einem herrschaftlichen Vorwerk, 290 überwiegen evangelischen Einwohnern (21 katholisch), einer evangelischen Pfarrkirche mit Pfarrwidum unter dem Patronat der Grundherrschaft, einer evangelischen Schule, einer katholischen Kirche zu Deutsch-Lauden im Kreis Strehlen (Pfarrei Borau), einer Windmühle, einer Brauerei, zwei Brennereien, fünf Handwerkern, zwei Krämern und einem Höcker (Kleinhändler). Östlich im Wald befand sich ein verfallener Kalkbruch. Zur Gemeinde gehörte die „Kristermühle“ eine Wassermühle, bestehend aus einem Haus und vier evangelischen Einwohnern. Nach dem Tod des Ernst Sigmund von Burgsdorf erbte Reichau sein Sohn Ernst Moritz von Burgsdorf (1786–1843). 1848 besaß das Gut die verwitwete Frau von Burgsdorf auf Reichau, geb. von Sallet. Danach gelangte es durch Heirat an die Familie Hoffmann, die es Anfang des 20. Jahrhunderts an Wilhelm Ernest Großherzog von Sachsen-Weimar-Eisenach veräußerte. Von 1925 bis zur Enteignung 1945 besaß es die Familie Riedel. Seit 1874 gehörte die Landgemeinde Reichau zum Amtsbezirk Strachau. Nach der Auflösung des Landkreises Nimptsch 1932 wurde die Gemeinde Reichau in den Landkreis Strehlen eingegliedert.
Als Folge des Zweiten Weltkriegs viel Reichau 1945 zusammen mit dem größten Teil Schlesiens an die Volksrepublik Polen. Es wurde in Zarzyca umbenannt. Die deutsche Bevölkerung wurde, soweit sie nicht schon vorher geflohen war, vertrieben. Die neu angesiedelten Bewohner stammten teilweise aus Ostpolen, das an die Sowjetunion gefallen war. Heute gehört Zarzyca zur Landgemeinde Kondratowice.

## Sehenswürdigkeiten
- Römisch-katholische Filialkirche St. Andreas Bobola, aus dem 14. bis 17. Jahrhundert, vor 1945 evangelische Pfarrkirche
- Schloss Reichau, um 1730 errichtet, im 19. Jahrhundert umgebaut, nach 1945 zerstört, heute Ruine.

## Persönlichkeiten
- Alfred von Sallet (1842–1897), deutscher Numismatiker